# Oded Kotler
Oded Kotler (în ebraică עודד קוטלר; n. 5 mai 1937, Tel Aviv, Palestina sub mandat britanic) este un actor de teatru și cinema și regizor de teatru israelian. Este una din personalitățile dominante ale teatrului israelian, după criticul Michael Handelsalz  - „unul din părinții teatrului ebraic, evreiesc și israelian, alături de Nahum Tzemah și Yosef Milo”. S-a făcut cunoscut în lume prin rolul său din filmul Three Days and a Child (1967) pentru care i s-a decernat Premiul pentru cel mai bun actor la Festivalul Internațional de Film de la Cannes și a fost nominalizat la premiul Globul de aur pentru cel mai promițător tânăr talent masculin.

## Biografie

### Copilărie și tinerețe
Oded Kotler s-a născut în mai 1937 la Tel Aviv, în Palestina mandatară, ca fiu lui Pinhas Kotler,  mare importator evreu de articole alimentare. De mic copil și-a însoțit părinții la spectacole de teatru în orașul natal. La 13 ani a înființat un studio de cinema amator, iar după un an un studio de teatru de copii, „Klayim la care au participat viitoare stele ale teatrului ebraic precum Gila Almagor, Ili Gorlicki, Alex Peleg, Oded Teomi etc.
La 17 ani a întrerupt studiile de liceu pentru a juca la Teatrul Ohel din Tel Aviv, în pofida ostracizării de către tatăl său. Primul sau rol acolo a fost in spectacolul „Te vesimpatya” („Ceai si simpatie”) În armata israeliană a fost înrolat ca actori si regizor în Ansamblul Comandamentului de Centru și în timpul Campaniei din Sinai (octombrie 1956) a interpretat cântece și scheciuri în fața soldaților combatanți. Ca rezervist a jucat în fața răniților de război internați în spitale.
A fost mai apoi membru în formația de muzică și teatru Batzal Yarok (Ceapă verde) și a continuat sa joace la Teatrele Ohel și Kameri. A jucat in serialul de teatru radiofonic familia Simhon.

### Director de teatru și promotor al dramaturgiei și teatrului israelian
La mijlocul anilor 1960 Kotler s-a numărat printre fondatorii trupei de teatru Bamat Hasahkanim (Scena actorilor) care a pus în scenă piese originale și mai târziu a cooptat-o la Teatrul din Haifa. Între actorii cu care a colaborat în acest ansamblu pot fi menționați Liora Rivlin, Ilan Toren și alții. În anii 1970-1978 Oded Kotler a fost directorul artistic al Teatrului din Haifa unde a promovat repertoriul original israelian care reflecta problematica social-politică a țării.
În anul 1980 a înființat Centrul teatral din Neve Tzedek pe care l-a condus ca director artistic și a
fondat Festivalul Teatrului fringe de la Akko. În anii 1985-1990  a fost directorul Festivalului Israel, a fost membru al ansamblului si conducerii artistice a Teatrului Kameri din Tel Aviv și a înființat Teatron Maabadá (Teatrul de laborator) din Ierusalim. În 1990-1998 a redevenit director al Teatrului din Haifa unde a pus în scenă piese ca "Nehotărâtul" de Hanoch Levin, „Eddie Koenig” de Nissim Aloni și a fost nevoit sa se confrunte cu deficitul bugetar al teatrului. 
În anul 2005 Kotler a întemeiat un nou ansamblu de teatru cu care a reprezentat pe scena Teatrului Givatayim piesa cu caracter social „Muvtal nolad” ("S-a născut un șomer"). A deplâns materialismul crescând și comercializarea artei în societatea israeliană.
În septembrie 2011 a fost numit director artistic al Ansamblului de teatru din Herzliya, dar în 2013 și-a întrerupt această sarcină în urma închiderii acestui teatru.

### Activitatea de actor și regizor de teatru
În perioadele în care a condus ansambluri de teatru, Kotler a fost activ și ca regizor și actor. În cursul carierei sale a jucat si regizat la toate teatrele din Israel. Între spectacolele cele însemnate pa care le-a regizat se pot menționa „Hefetz” de Hanoch Levin, „Popcorn” de Hillel Mittelpunkt, „Meșteșugul vieții” de Levin, „Jocuri în curtea din spate” de Edna Mazia, „Chinezește îți vorbesc” de Savion Liebrecht, „Eroul clasei muncitoare” de Yehoshua Sobol, „Hebron” de Tamir Grinberg (piesa inspirată din conflictul israelo-palestinian, văzut din prizma ambelor tabere) și opera „Râs de șobolan” de Ella Milch-Sharif și Nava Semel. În anul 2002 a jucat rolul lui Mr.Higgins în musicalul My Fair Lady
În 2017 a jucat în monodrama „ Copil nedorit” (Yeled lo ratzuy)  după biografia liderului sindicalist Itzhak Ben Aharon scrisă de Yael Gewirtz și în regia lui Nola Chelton.

### În cinema și televiziune
Oded Kotler a jucat in mai multe filme israeliene :Mishpahat Simhon (Familia Simhon) (1964),Holot Beer Sheva (Nisipurile din Beer Sheva) (1966)_ Kol Mamzer melekh (Orice bastard e rege) (1968), Parashat Winshel (Cazul Winshel) (1979). Două producții cinematografice in care au jucat și care au avut răsunet  au fost „Trei zile și un copil” în regia lui Uri Zohar după o povestire de A.B.Yehoshua  (1967) și Michael al meu (Michael sheli) după romanul lui Amos Oz și în regia lui Dan Wolman (1975).În anii 2004-2005 a jucat în serialul de televiziune Esti hamekhoeret (Esti cea urâtă) și in serialul care a continuat-o  „Elvis, Rosenthal și femeia misteroasă” (Elvis, Rosenthal vehaishá hamistorit). In anul 2010 a jucat în rolul lui Yaron Zehavi în serialul „Hasamba dor shlishi” (Hasamba a treia generație)
În 1985 a regizat filmul „Roman behemshekhim” (Roman in foileton) după o povestire de Itzhak Ben Ner , cu Haim Topol în rolul principal.
Kotler a regizat și câteva filme documentare de televiziune:un serial în șase episoade MishpahaȚ („Familie”), filmul Yeled sheli mutzlah (Copilul meu reușit) dedicat cântăreței, actriței, regizoarei și producătoarei Naomi Polani și reîntâlnirii formatiei israeliene Hatarnegolim (Cocoșii), filmul „Ikvot basheleg" (Urme în zăpadă)  despre Mihail Bulgakov și spectacolul „Satana la Moscova” produs de Teatrul Gesher din Jaffa după romanul Maestrul și Margareta și un serial de trei episoade despre istoria teatrului israelian.

### Viața privată
În tinerețe Kotler a avut un roman cu actrița Gila Almagor. Prima sa soție a fost poeta Tirtza Atar , fiica poetului Nathan Alterman. El a plecat cu ea la New York, pentru studii de teatru, dar ea a suferit acolo o crize de depresie. Dupa reîntoarcerea în Israel nu au reușit să se împace și au divorțat.
Atar a suferit de depresii grave și ulterior s-a sinucis.
A doua lui soție a fost actrița Liora Rivlin, cu care are doi copii gemeni - actrita Nina Kotler di operatorul de cinema Amnon Kotler. 
A treia sa soție vreme de peste 40 ani este Ordit Atzmon, verișoara lui Tirtza Atar și fiica comandantului unitaților premilitare Gadna, Akiva Atzmon. Cu ea i s-au născut doi fii:Daniel Akiva Pinhas Kotler și ziaristul Yair Kotler

## Filmografie selectivă
- Shlosha yamim veyeled -  Trei zile și un copil (1967), film israelian după o povestire de A. B. Yehoshua în regia lui Uri Zohar
- Kol mamzer meleh - Orice bastard e rege (1968) în regia lui Uri Zohar
- Michael sheli  - Mihael al meu (1976) după romanul lui Amos Oz, în regia lui Dan Wollman

## Cărți
- Yamim rabim lo yekhasu -(Mări (Zile) multe nu vor acoperi), carte autobiografică din 2016
- romanul „Hanessia: Yoman ishi me'et Dave Segal” (Călătoria:Jurnal intim de Dave Segal)